# 迈滕贝特
迈滕贝特是德国巴伐利亚州的一个市镇。总面积30.94平方公里，总人口1924人，其中男性990人，女性934人（2011年12月31日），人口密度62人/平方公里。